# PIT-38
PIT-38 – rodzaj deklaracji podatkowej przeznaczonej dla osób rozliczających przychody kapitałowe. Ze względu na sposób opodatkowania, przychody z kapitałów pieniężnych dzieli się na przychody objęte zryczałtowanym podatkiem dochodowym oraz przychody opodatkowane liniowo stawką w wysokości 19%.

## PIT-38 a rodzaj uzyskiwanych przychodów
Zgodnie z ustawą o podatku dochodowym od osób fizycznych, PIT-38 powinni złożyć podatnicy, którzy w minionym roku podatkowym uzyskali przychody:
1. z odpłatnego zbycia:
  - papierów wartościowych
  - pożyczonych papierów wartościowych (sprzedaż krótka)
  - pochodnych instrumentów finansowych oraz realizacji praw z nich wynikających
  - udziałów w spółkach
2. z tytułu objęcia udziałów (akcji) w spółkach albo wkładów w spółdzielniach w zamian za wkład niepieniężny w innej postaci niż przedsiębiorstwo lub jego zorganizowana część[1].

Do przychodów z kapitałów pieniężnych zalicza się m.in.:
- odsetki od udzielonych pożyczek, depozytów bankowych i innych form lokowania, przechowywania i inwestowania kapitału,
- przychody z obrotów papierami wartościowymi,
- dywidendy,
- przychody wynikające z udziału w zyskach osób prawnych,
- zyski z akcji i obligacji w momencie ich sprzedaży.

Na druku PIT-38 powinni się także rozliczać prywatni inwestorzy giełdowi oraz podatnicy, uzyskujący przychody kapitałowe poza Polską, które nie zostały zwolnione z opodatkowania.

## Dokumenty niezbędne do rozliczenia PIT-38
Dokumentem potrzebnym do przygotowania rozliczenia na druku PIT-38 jest formularz PIT-8C. Podatnicy, którzy w minionym roku podatkowym kupowali papiery wartościowe przy pomocy domu maklerskiego lub brokera bądź inwestowali na giełdzie, powinni otrzymać od tych podmiotów PIT-8C. Jeżeli płatnikiem jest biuro maklerskie lub broker, to ta instytucja odprowadza za inwestora podatek dochodowy. W formularzu PIT-8C znajdują się informacje dotyczące przychodów z inwestycji giełdowych jakie uzyskał podatnik oraz koszty zakupu papierów wartościowych. Podatnicy, którzy samodzielnie sprzedali udziały w spółkach są zobowiązani do wypełnienia druku PIT-8C we własnym zakresie.
W przypadku zeznania rozliczanego na druku PIT-38 za podstawę opodatkowania podatkiem dochodowym od osób fizycznych przyjmuje się dochód, tj. przychód pomniejszony o koszty jego uzyskania. Dochody kapitałowe są objęte podatkiem liniowym w wysokości 19% podatku. Podatnicy, którzy uzyskują dochody kapitałowe, nie mają obowiązku płacenia zaliczek na podatek dochodowy od osób fizycznych w trakcie trwania roku podatkowego.

## Kto nie złoży PIT-38?
PIT-38 jest przeznaczony dla podatników, którzy uzyskiwali przychody kapitałowe prywatnie, a więc poza przychodami osiągniętymi z tytułu pozarolniczej działalności gospodarczej. Rozliczenie na druku PIT-38 uniemożliwia złożenie zeznania wspólnie z małżonkiem, nawet w sytuacji, gdy zarówno mąż, jak i żona uzyskiwali dochody kapitałowe. W takiej sytuacji każdy z małżonków musi złożyć odrębną deklarację na formularzu PIT-38.

## Jak złożyć PIT-38 przez internet?
Termin złożenia deklaracji PIT-38 upływa 30 kwietnia kolejnego roku podatkowego. Najwygodniejszym i najszybszym sposobem rozliczenia podatku na druku PIT-38 jest wysłanie formularza przez internet. W celu przygotowania deklaracji elektronicznej należy pobrać jeden z dostępnych programów PIT. 
Następnie wystarczy już tylko krok po kroku wypełniać poszczególne części formularza, zgodnie ze wskazówkami, jakie daje program PIT. Aplikacja wykonuje wszystkie obliczenia oraz informuje podatnika o niektórych błędach (np. brak wypełnionych pól, błędny zapis liczb itp.). Program PIT Pro pozwala, więc w dużej mierze uniknąć pomyłek i znacznie przyspiesza wypełnianie deklaracji.
PIT-38 online nie wymaga kwalifikowanego podpisu elektronicznego. Weryfikacja danych podatnika następuje poprzez wpisanie kwoty przychodu wykazanej w zeznaniu z poprzedniego roku.
Jeśli PIT zostanie poprawnie wypełniony i przejdzie weryfikację formalną w urzędzie skarbowym, podatnik otrzymuje UPO (Urzędowe Poświadczenie Odbioru). Jest to dokument, który potwierdza, że zeznanie dotarło do urzędu skarbowego, a podatnik wysłał PIT w odpowiednim terminie.